# ミゼンゴ・ピンダ
ミゼンゴ・カヤンザ・ピーター・ピンダ（Mizengo Kayanza Peter Pinda、1948年8月12日 - ）は、タンザニアの官僚、政治家、首相。タンザニア革命党(CCM)所属。
ルクワ州ムパンダ地区の貧しい農家に生まれる。1974年にダルエスサラーム大学法学部を卒業後、官僚として司法府で務め、1982年から1992年の間はジュリウス・ニエレレ初代大統領の私設秘書、1996年から2000年の間はフレデリック・スマイエ首相のもとで内閣書記を務めた。
官僚畑を歩んできたピンダだが、1995年に一度、CCMの候補として国民議会選に立候補し落選している。だが内閣書記を辞任した2000年に再度CCM候補として出馬し、当選を果たした(ムパンダ東地区から選出)。これにより官僚から政治家へと転身し、当選直後にベンジャミン・ムカパ第3代大統領により首相府の副地方行政担当相に任命された。2006年1月4日には首相府の役職を残しつつ、ジャカヤ・キクウェテ第4代大統領の辞令により内閣の地方行政担当相に昇格し、閣僚入りを果たした。
エドワード・ロワッサ首相が電力問題を受けて辞任したのを受け、ピンダはキクウェテ大統領により首相候補に指名され、国民議会で大多数の賛成票を得て承認された。2008年2月9日、ピンダは正式に首相に就任した。2月12日にキクウェテ大統領はピンダ首相を首班とする新内閣を発表したが、新内閣は省庁統廃合の結果、閣僚26名・副相21名と、ロワッサ前内閣（閣僚29名・副相31名）に比べスリム化された。